# Centema subfusca
Centema subfusca là loài thực vật có hoa thuộc họ Dền. Loài này được (Moq.) T.Cooke mô tả khoa học đầu tiên năm 1910.